# Philodromus krausi
Philodromus krausi es una especie de araña cangrejo del género Philodromus, familia Philodromidae. Fue descrita científicamente por Muster & Thaler en 2004.

## Distribución
Esta especie se encuentra en Albania, Grecia y Turquía.